# Moritz von Bissing
Moritz Ferdinand Freiherr von Bissing (30 de enero de 1844 - 18 de abril de 1917) fue un general prusiano.

## Biografía
Bissing nació en Ober Bellmannsdorf en la Provincia de Silesia. Era el hijo de Moritz von Bissing, un miembro de la nobleza terrateniente quien era conocido por hablar libremente con el Kaiser. En 1865 Bissing entró en el Ejército prusiano como teniente en la caballería, y pronto vio servicio activo en la guerra austro-prusiana y la guerra franco-prusiana. Obteniendo promoción constantemente, en 1887 el joven Mayor fue elegido como aide-de-camp del príncipe de la corona, quien posteriormente sería el emperador Guillermo II. Sirvió en la guardia de caballería hasta 1897, cuando recibió el mando de la 29.ª División de Infantería. De 1901 a 1907 Bissing comandó el VII Cuerpo de Ejército en Münster. En 1902 fue promovido a General de Caballería, y se retiró del ejército en 1908.

### Primera Guerra Mundial
Tras el estallido de la Primera Guerra Mundial, Bissing fue rellamado al servicio activo como subcomandante del VII Cuerpo de Ejército, sirviendo en el puesto de agosto a noviembre de 1914. Después de la caída de Bélgica durante los primeros meses de la guerra, Bissing fue ascendido a Generaloberst y elegido como Gobernador-General de la Bélgica ocupada, sirviendo de diciembre de 1914 hasta pocos días antes de su muerte en 1917.
Como gobernador-general, Bissing ejecutó la Flamenpolitik alemana, durante la cual holandizó la Universidad de Gante para hacerla la primera universidad de habla solo flamenca en Bélgica. Como Canciller alemán Bethmann-Hollweg animó a los líderes flamencos nacionalistas a declarar la independencia e integrarse en la esfera germana. Bissing convocó una comisión para organizar la división de Bélgica, emitiendo un decreto el 21 de marzo de 1917 que separaba Bélgica en dos regiones administrativas, Flandes y Valonia. Este fue el primer intento de dividir Bélgica por una línea lingüística.
Teniendo en cuenta la decisión de los nacionalistas valones en 1912 de reconocer Namur como la ciudad central de Valonia, Bissing estableció la administración valona ahí. Valonia entonces consistía de las cuatro provincias meridionales belgas y el distrito de Nivelles, parte de la provincia de Brabante, realizándose así otra reivindicación del movimiento valón, la creación de un Bravante valón. La región flamenca tenía a Bruselas como su capital y estaba formada por las cuatro provincias septentrionales de Bélgica, así como los distritos de Bruselas y Leuven.
Entre muchas otras, Bissing firmó la orden de ejecución de Edith Cavell.
En abril de 1917 una enfermedad pulmonar crónica obligó a Bissing a renuncias a su puesto como Gobernador-General, y sucumbió a su enfermedad unos pocos días más tarde, muriendo en Bruselas el 18 de abril. Está enterrado en el Invalidenfriedhof en Berlín.

## Honores
- Reino de Prusia:[1]
  - Cruz de Hierro (1870), 2.ª Clase
  - Caballero del Águila Roja, 3.ª Clase con Lazo, 17 de junio de 1890;[2] 2.ª Clase con Hojas de Roble y Corona, 1895; con Estrella, 15 de junio de 1898;[3] Gran Cruz
  - Caballero de la Real orden de la Corona, 1.ª Clase con Espadas en Anillo
  - Cruz de Comandante de la Real Orden de Hohenzollern
  - Cruz al Servicio
  - Caballero del Águila Negra, con Collar
- Gran Ducado de Baden: Gran Cruz del León de Zähringen, 1900[4]
- Reino de Baviera: Caballero de la Orden al Mérito Militar, 1.ª Clase[1]
- Ducado de Brunswick: Comandante de la Orden de Enrique el León, 2.º Clase[1]
- Lippe-Detmold: Cruz de Honor de la Orden de la Casa de Lippe, 1.ª Clase[1]
- Gran Ducado de Mecklemburgo-Schwerin: Gran Comandante del Grifón[1]
- Reino de Sajonia: Caballero de la Orden de Alberto, 1.ª Clase, 1871; Comandante de 1.ª Clase, 1896;[5] Gran Cruz con Espadas en Anillo[1]
- Reino de Wurtemberg: Caballero de la Orden de Federico, 1.ª Clase con Espadas, 1871[6]
- Austria-Hungría:[7]
  - Caballero de la Corona de Hierro, 2.ª Classe,1889
  - Comandante de la Orden imperial de Francisco José, con Estrella, 1892
- Bélgica: Comandante de la Orden de Leopoldo[1]
- Dinamarca: Comandante de Dannebrog, 1.ª Clase, 30 de noviembre de 1891[8]
- Reino de Italia:[1]
  - Gran Cruz de la Orden de los Santos Mauricio y Lázaro
  - Gran Oficial de la Corona de Italia
- Países Bajos: Gran Oficial de la Orden de Orange-Nassau[1]
- Imperio otomano: Orden del Medjidie, 1.ª Clase[1]
- Reino de Rumania:[1]
  - Gran Oficial de la Estrella de Rumania
  - Gran Oficial de la Corona de Rumania
- Imperio ruso: Caballero de Santa Ana, 2.ª Clase[1]
- Suecia-Noruega: Comandante de la Espada, 2.ª Clase, 31 de agosto de 1888[9]